# Teoria da pressão lateral
A teoria da pressão lateral refere-se a qualquer tendência (ou propensão) de indivíduos e sociedades para expandir suas atividades e exercer influência e controle além de seus limites estabelecidos, seja para fins econômicos, políticos, militares, científicos, religiosos ou outros. Emoldurada por Robert C. North e Nazli Choucri, a teoria aborda as origens e consequências de tal tendência. A teoria da Pressão Lateral procura explicar as relações entre as características do Estado e os padrões de comportamento internacional.
A teoria aborda as fontes e consequências da transformação e mudança nas relações internacionais e fornece uma base para analisar a dinâmica de resposta potencial. Na medida em que os Estados expandem suas atividades para fora dos limites territoriais – impulsionados por uma ampla gama de capacidades e motivações – é provável que encontrem outros Estados igualmente engajados. A interseção entre as esferas de influência é o primeiro passo em uma dinâmica complexa que leva a hostilidades, escalada e, eventualmente, conflito e violência.

## Origens e contexto
A teoria da Pressão Lateral é uma abordagem complexa e intrigante que visa compreender a dinâmica das relações internacionais e as tendências de expansão de indivíduos e sociedades para além de seus limites estabelecidos. Elaborada por Robert C. North e Nazli Choucri, essa teoria oferece insights valiosos sobre as motivações e consequências desse comportamento, abrangendo uma ampla gama de campos, desde o econômico até o religioso.
A teoria da Pressão Lateral foi concebida como uma resposta às mudanças no cenário global, marcado por transformações políticas, sociais e tecnológicas. Robert C. North e Nazli Choucri, ao propor essa teoria, buscaram preencher uma lacuna na compreensão das relações internacionais, focalizando na expansão de atividades e influências para além dos limites tradicionais. Essa abordagem é altamente relevante em um mundo interconectado, onde a interdependência entre Estados e atores não estatais é cada vez mais pronunciada.
A essência da teoria da Pressão Lateral reside na exploração das motivações subjacentes ao desejo de expansão e influência. A pressão lateral refere-se à tendência de indivíduos e sociedades em buscar vantagens econômicas, políticas, militares, científicas, religiosas e outras, expandindo suas atividades para além de suas fronteiras. A teoria busca identificar os fatores que impulsionam essa busca por expansão e analisar as implicações desse comportamento para as relações internacionais.
Um dos pilares da teoria da Pressão Lateral é a análise das relações entre as características do Estado e os padrões de comportamento internacional. Essa abordagem procura entender como fatores como a estrutura política, a economia, a cultura e a geografia de um Estado influenciam sua propensão a exercer pressão lateral. Além disso, a teoria explora como esses padrões de comportamento podem gerar um ciclo de feedback (resposta), onde a pressão lateral de um ator influencia as ações de outros atores, levando a respostas em cadeia.
A teoria da Pressão Lateral também se concentra nas fontes e consequências da transformação nas relações internacionais. Ela explora como as mudanças políticas, tecnológicas, sociais e econômicas podem influenciar a intensidade e a direção da pressão lateral. A medida em que os Estados e outros atores buscam expandir suas atividades, isso pode levar a conflitos, cooperação ou formas híbridas de interação entre as partes envolvidas.
A teoria da Pressão Lateral oferece uma base sólida para a análise das dinâmicas globais contemporâneas. Ela permite uma compreensão mais profunda das motivações por trás das ações dos Estados e atores não estatais, permitindo aos analistas antecipar possíveis cenários e desdobramentos. Além disso, a teoria ressalta a importância do diálogo e da cooperação internacional para gerenciar as tensões resultantes da pressão lateral.

## Expansão, motivações e dinâmicas de feedback e interação
No cerne da teoria da Pressão Lateral está a noção de que indivíduos, grupos e até mesmo Estados são naturalmente propensos a expandir suas esferas de influência e atividades para além de suas fronteiras preexistentes. Essa expansão pode ocorrer em várias dimensões, como econômica, política, militar, tecnológica, cultural e religiosa. Essa tendência é frequentemente impulsionada pela busca por recursos, poder, status e oportunidades que se estendem além das fronteiras nacionais.
As motivações por trás da pressão lateral são complexas e variadas. No contexto econômico, por exemplo, a busca por mercados mais amplos, fontes de matérias-primas e investimentos pode levar a expansões internacionais de empresas e organizações. Na esfera política, a busca por aliados e influência regional pode motivar os Estados a exercer pressão sobre outros países. Essas motivações podem ser pragmáticas, como a busca por segurança energética, ou ideológicas, como a promoção de valores culturais ou religiosos.
Uma contribuição significativa da teoria da Pressão Lateral é sua análise das dinâmicas de feedback e interação entre os atores internacionais. Quando um ator exerce pressão lateral, essa ação pode desencadear respostas de outros atores que, por sua vez, podem levar a uma escalada de tensões ou ações cooperativas. Essas interações complexas podem resultar em cenários imprevisíveis, onde uma série de ações e reações moldam o curso das relações internacionais.
A teoria  enfatiza a análise das características intrínsecas dos Estados que influenciam sua propensão a exercer pressão lateral. Fatores como o tipo de governo, a estabilidade política, a estrutura econômica e a identidade cultural podem moldar as estratégias de expansão de um Estado. Por exemplo, regimes autoritários podem usar a pressão lateral como uma ferramenta de busca por recursos para sustentar seu poder, enquanto democracias podem buscar a expansão em nome da difusão de valores democráticos.
Essa teoria também proporciona uma visão sobre a evolução das relações internacionais ao longo do tempo. À medida que as condições econômicas, políticas e tecnológicas mudam, as formas e motivações da pressão lateral podem se transformar. Por exemplo, avanços tecnológicos podem abrir novas oportunidades de expansão cibernética, enquanto crises econômicas podem intensificar a competição por recursos escassos.
Embora a teoria da Pressão Lateral ofereça uma estrutura analítica poderosa para entender as relações internacionais, também apresenta desafios. A avaliação precisa das motivações subjacentes e a previsão de respostas em cadeia podem ser complexas. Além disso, a aplicação da teoria em diferentes contextos culturais e históricos pode exigir adaptações para capturar as nuances específicas.  A teoria levanta questões éticas sobre os limites da expansão e influência. Quando os atores buscam expandir suas atividades, podem surgir dilemas sobre a soberania de outras nações e o respeito pelos direitos humanos. Portanto, a aplicação responsável da teoria requer uma reflexão cuidadosa sobre as implicações morais de tais ações.